# Miss Broadway
| Оценки критиков   | Оценки критиков |
| Источник          | Оценка          |
| ----------------- | --------------- |
| Allmusic          | [ 1 ]           |
| The Village Voice | B–              |

Miss Broadway — дебютный студийный альбом французского трио Belle Époque, выпущенный в 1977 году. Альбом содержит диско-версию хита группы Los Bravos 1966 года, «Black is Black», которая достигла второго места в чартах Великобритании.
Вторая сторона альбома представляет собой попурри, в которой композиция Black is Black повторяется три раза. На конверте пластинки были обозначены четыре песни, которые входили в это попурри, но правильный порядок песен был обозначен только на обложке альбома.

## Участники записи
- Эвелин Лентон
- Джуди Лесбоа
- Марсия Брискю

## Список композиций, указанный на конверте пластинки

### Сторона 1
1. «Miss Broadway» (E. Lenton, A. Weyman) — 7:25
2. «Me and You» (E. Lenton) — 5:30
3. «Losing You» (E. Lenton, R. Conrado) — 4:15

### Сторона 2
1. a) «Disco Sound» (A. Weyman) 
 b) «Black Is Black» (M. Grainger, S. Waday, T. Hayes) 
 c) «Why Don’t You Lay» (A. Weyman) — 14:15

## Список композиций, указанный на обложке пластинки

### Сторона 1
Тот же, что указанный на конверте

### Сторона 2
1. «Black is Black / Disco Sound»
2. «Black is Black»
3. «Why Don’t You Lay Down»
4. «Black is Black»